# 81-540.7/541.7
81-540.7/541.7 — тип электровагонов метрополитена, созданный на заводе «Вагонмаш» в Санкт-Петербурге. Являются следующим этапом развития вагонов 81-717.5М/714.5М, 81-540/541 и 81-540.1/541.1 и отличается от них новой оригинальной формой кабины машиниста и электрооборудованием.

## Конструктивные особенности
Основное отличие от предшественников заключается в применении импульсного регулирования возбуждением тяговых двигателей не только при торможении, но и при разгоне. В связи с этим, на вагоне были установлены тиристорные регуляторы РТМ-350/350М, вместо РТ-315 (применяются на поездах 81-540/541).
Также данные вагоны отличаются маской головных вагонов. На 81-717.5М/714.5М, 81-540/541 и 81-540.1/541.1 — 6 светильников в ряд, на 81-540.7/541.7 их 5 в ряд, что позже было применено на 81-540.5/541.5 и 81-540.9/541.9.
По состоянию на декабрь 2023, из всех вагонов данной модели только в №11478 сохранились польские антивандальные (или же «бархатные») сидения, эксплуатируется как перегоночный.

## Эксплуатация
В 2002 году были построены два состава с вагонами 10263—10266 (81-540.7) и 11475—11482 (81-541.7). В том же году эти составы были введены в эксплуатацию. Получили прозвище «Путинские». По одной из версий происхождения прозвища — в них проехал президент России В. В. Путин через вновь открытый участок на месте бывшего размыва. Вскоре были переведены на Невско-Василеостровской линии петербургского метрополитена (она так же известна как зелёная или 3-я линия), затем, после использования в качестве грузового состава, переданы на Фрунзенско-Приморскую (5, «фиолетовую») вместе с открытием электродепо ТЧ-7 «Южное». Ранее в процессе эксплуатации выявилось, что новые тиристорные регуляторы весьма сложны в обслуживании и практически неремонтопригодны. В связи с этим, их вскоре демонтировали (окончательно разобраны в 2010 году), установив вместо них регуляторы РТ-300/300А (как на 81-717/714), схему при этом переделали по типу обычных вагонов 81-540/541. 
Вагон № 11482 в 2010 году был переделан в путеизмеритель, вместо него в составе работает вагон № 11568. В начале 2016 года оба состава были переданы в электродепо «Московское» для обслуживания пятой линии. 